# Hemisiriella abbreviata
Hemisiriella abbreviata är en kräftdjursart som beskrevs av Hansen 1912. Hemisiriella abbreviata ingår i släktet Hemisiriella och familjen Mysidae. Inga underarter finns listade i Catalogue of Life.